# George Enescu
George Enescu (anche Georges Enesco o Giorgio Enesco; Liveni, 19 agosto 1881 – Parigi, 4 maggio 1955) è stato un compositore, violinista, pianista, pedagogo e direttore d'orchestra rumeno.

## Biografia
George Enescu ebbe come primo insegnante l'ingegner Mişu Zoller, violinista dilettante, e all'età di cinque anni scrisse la sua prima opera per violino e pianoforte, Paese Romeno.
Nel 1888, su raccomandazione di Eduard Caudella, direttore del conservatorio di Iaşi, Enescu fu ammesso al Conservatorio di Vienna dove studiò teoria con Robert Fuchs e violino con Joseph Hellmesberger jr, diplomandosi nel 1893. Si perfezionò poi a Parigi con Martin-Pierre Marsick, André Gedalge, Jules Massenet e Gabriel Fauré, e, nel 1900, esordì come violinista nei Concerts Colonne; due anni più tardi costituì un trio con Alfredo Casella e Louis Fournier e nel 1904 un quartetto con Henri Casadesus, Fournier e Fritz Schneider, esibendosi in tutta Europa (anche come pianista e direttore d'orchestra) in compagnia di solisti quali Pablo Casals, Fritz Kreisler, Eugène Ysaÿe, Alfred Cortot, Jacques Thibaud, Maurice Ravel e Béla Bartók.
Tra le due guerre contribuì a far conoscere in campo internazionale le composizioni della giovane scuola nazionale romena e nel 1923 suonò per la prima volta negli Stati Uniti, a Filadelfia, sotto la direzione di Leopold Stokowski. Tenne corsi di interpretazione a Parigi, Londra, Siena ed ebbe tra i suoi allievi Yehudi Menuhin, Yvonne Astruc, Ginette Neveu, Arthur Grumiaux, Christian Ferras e Uto Ughi.
Nel suo nome si svolge a Bucarest dal 1958 un festival internazionale con cadenza annuale.

L'opera Oedipe (1936), rappresenta una sintesi dei mezzi tecnico-espressivi raggiunti dal musicista nella maturità. Celebri sono le due Rapsodie romene op. 11 (1901) per orchestra; Enescu compose inoltre 5 sinfonie e molta musica cameristica.

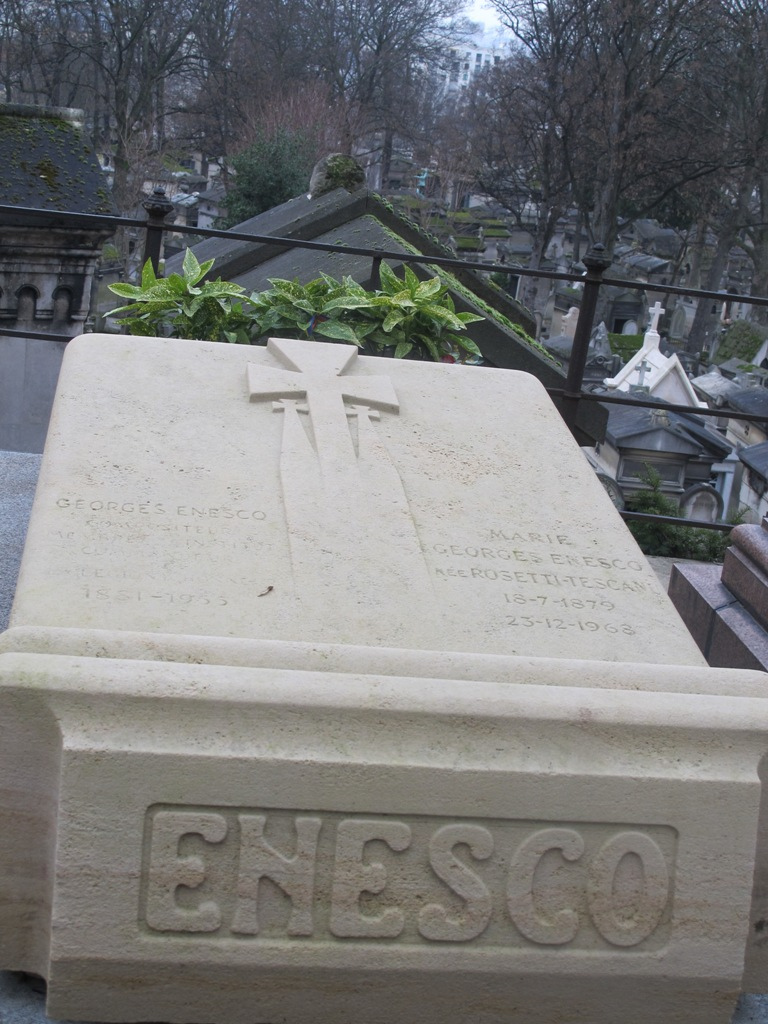
Tomba del compositore al cimitero di Père-Lachaise

Nel 2001 la Sonata per violoncello e pianoforte in fa minore Op.26 No.1 fu rivisitata dal The Mutato Muzika Orchestra ed è stata utilizzata come tema ricorrente nel film di Wes Anderson I Tenenbaum e nella sigla del TGR Leonardo, programma di informazione scientifica della RAI.
Enescu suonava un violino costruito dal liutaio Bartolomeo Giuseppe Guarneri “del Gesù” del 1725 detto “la cattedrale” per il suono ricco ed ampio. Oggi lo strumento, oltre al nome originale, porta anche il nome del compositore stesso. Fu acquistato da Enescu nel 1900 che lo preferì al suo precedente Stradivari.

## Composizioni
- Oedipe, opera teatrale Op. 23 (libretto di E. Fleg, da Sofocle; Palais Garnier di Parigi, 1936)
- La vision de Saul, cantata (testo di E. Adénis; 1895)
- Ahasverus, cantata (1895)
- L'aurore, cantata (da Leconte de Lisle; 1898)
- Cantata per soprano e orchestra (1899)
- Strigorii, per voce e orchestra (Fantasmi; 1916)
- 4 sinfonie di studio (1895-1898)
- 5 sinfonie
  - Sinfonia No. 1 in Mi bemolle Maggiore, Op. 13 (1905)
  - Sinfonia No. 2 in La Maggiore, Op. 17 (1914)
  - Sinfonia No. 3 con coro, pianoforte e harmonium in Do Maggiore, Op. 21 (1919)
  - Sinfonia No. 4 in Mi Minore (incompiuta; 1934)
  - Sinfonia No. 5 con Tenore e coro femminile (incompiuta; 1941)
- 3 sonate, per pianoforte (la 2° mai trascritta)
- Sinfonia Concertante per violoncello ed orchestra op. 8 (1901)
- Ouverture Concerto, 3 Suites, 2 Rapsodie Rumene
- Vox Maris, poema sinfonico per tenore, coro ed orchestra op. 31
- Sonate pour piano et violon n. 1 in re maggiore op. 2 (1897)
- Sonate pour violon et piano n. 2 in fa minore op. 6 (1899)
- Konzertstück pour alto et piano in fa maggiore (1906)
- Sonate "dans le caractère populaire roumain", pour violon et piano n. 3 in la minore op. 25 (1926)
- "Impressions d'enfance" pour violon et piano in re maggiore op. 28 (1940)
- Dixtuor, per fiati op. 14 (1906)
- Cantabile e presto per flauto e pianoforte (1904)
- Légende, per tromba e pianoforte (1906) dedicata a Merri Franquin